# Эванс, Корри
Ко́рри Джон Э́ванс (англ. Corry John Evans; родился 30 июля 1990 года в Белфасте) — североирландский футболист, выступающий за английский клуб «Сандерленд» и сборную Северной Ирландии. Воспитанник молодёжной академии «Манчестер Юнайтед». Может играть на позиции полузащитника или центрального защитника. Его старший брат, Джонни Эванс, профессиональный футболист играет на позиции центрального защитника.

## Клубная карьера
Корри Эванс родился в Белфасте, Северная Ирландия. Он начал играть в футбол за местный клуб «Гринайленд Бойз», в котором также играли Крейг Кэткарт и Конор Девлин, будущие футболисты молодёжной Академии «Манчестер Юнайтед». Когда брат Эванса, Джонни, перешёл в «Манчестер Юнайтед », вся семья Эвансов переехала в Манчестер. Корри перешёл в молодёжную Академию «Юнайтед», где сначала играл за школьную команду, а по достижении 16-летнего возраста подписал с клубом ученический контракт. К этому времени он уже заработал себе место в основе молодёжной команды «Юнайтед» до 18 лет. 31 октября 2005 года Корри провёл свой первый матч за резервную команду «Манчестер Юнайтед», выйдя на замену Сэму Хьюсону в матче против «Олдем Атлетик». В сезоне 2006/07 он провёл 19 матчей и забил один за молодёжный состав клуба до 18 лет. Его второе появление в матче резервистов «Сити» состоялось лишь в ноябре 2007 года, когда он вышел на замену Дэвиду Грею в матче против «Мидлсбро».
В сезоне 2007/08 Корри сыграл ещё пять матчей за резервистов «Юнайтед», но уже в следующем сезоне он стал игроком основы для резервной команды, причём в одном матче даже получил капитанскую повязку. В начале карьеры Корри играл на позиции центрального полузащитника, но в сезоне 2008/09 он стал все чаще играть на позиции центрального защитника. Ближе к концу сезона главный тренер резервистов Уле Гуннар Сульшер номинировал Корри Эванса, Джеймса Честера и Тома Клеверли на получение награды Дензила Харуна лучшему игроку года в резервной команде; награду получил Честер.
24 мая 2009 года Эванс получил первый вызов в основную команду «Манчестер Юнайтед» на последний матч сезона в Премьер-лиге против «Халл Сити», проведя весь матч на скамейке запасных.
14 января 2011 года перешёл в «Халл Сити» на правах аренды до конца сезона. В дебютном матче за «тигров» против «Рединга» отметился забитым мячом; встреча завершилась со счётом 1:1.

## Карьера в сборной
Эванс начал выступать на международном уровне, ещё будучи школьником. Он сыграл за сборную Северной Ирландии до 16 лет три матча и забил в них один гол. В 2007 году он был вызван в сборную до 17 лет, за которую провёл пять матчей за два месяца (из них три матча было проиграно и два сведено вничью). Осенью 2007 года Эванс начал играть за сборную до 19 лет, которая также выступала неудачно, проиграв четыре матча из шести и выиграв лишь один, в которых участвовал Корри с октября 2007 по октябрь 2008 года. 19 августа 2008 года Эванс дебютировал за сборную Северной Ирландии до 21 года в матче против Польши. После этого он сыграл ещё четыре матча за сборную до 21 года.
20 мая 2009 года Эванс получил свой первый вызов в первую сборную Северной Ирландии на матч против сборной Италии, который был назначен на 6 июня в итальянской Пизе. В этом же матче Корри дебютировал за сборную, сыграв 78 минут в матче, который североирландцы проиграли со счётом 3:0. 3 сентября 2010 года Корри забил свой первый гол за сборную, обеспечивший североирландцам победу над сборной Словении в первом матче отборочного турнира к чемпионату Европы.

### Голы за сборную
| # | Дата            | Стадион                                  | Соперник | Счёт | Итог | Турнир                    |
| - | --------------- | ---------------------------------------- | -------- | ---- | ---- | ------------------------- |
| 1 | 3 сентября 2010 | Людски врт, Марибор, Словения            | Словения | 0:1  | 0:1  | Отборочные матчи ЧЕ-2012  |
| 2 | 18 ноября 2018  | Уиндзор Парк, Белфаст, Северная Ирландия | Австрия  | 1:1  | 1:2  | Лига наций УЕФА 2018/2019 |